# 1201 w polityce

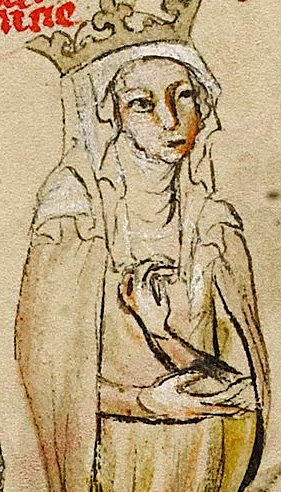
Agnieszka z Meran, królowa Francji

Wydarzenia polityczne w 1201 roku.

## Wydarzenia
- 31 lipca Jan Komnen Gruby ogłasza się cesarzem Bizancjum. Zostaje jednak pokonany i stracony[1].
- Początek panowania Henryka Brodatego na Śląsku[2].

## Urodzili się
- 3 maja Tybald I Pogrobowiec, król Nawarry[3].

## Zmarli
- Agnieszka z Meran, królowa Francji, żona Filipa II Augusta[4].